# Leutério
Leutério (em inglês: Leuthere; em latim: Leutherius) foi um anglo-saxão do século VII que desempenhou a função de bispo de Winchester. Leutério foi consagrado em 670, mas morreu pouco antes de 676. Beda registra que ele frequentou o Concílio de Hertford de 672.